# Wirtschaftsprozess
Der Wirtschaftsprozess ist die sich wiederholende Interaktion und Interdependenz zwischen Wirtschaftssubjekten untereinander und zwischen Wirtschaftssubjekten und Wirtschaftsobjekten durch Transaktionen. 

## Allgemeines
Die Wirtschaftsordnung gibt vor, wie Wirtschaftsprozesse abzulaufen haben, wobei die Wirtschaftsordnung die Spielregeln und die Wirtschaftsprozesse die Spielzüge darstellen. Der Wirtschaftsprozess ist das Ergebnis beobachtbarer wirtschaftlicher Handlungen (Transaktionen) von Wirtschaftssubjekten. Als Wirtschaftssubjekte kommen Unternehmen, Privathaushalte und der Staat mit seinen Untergliederungen in Betracht. Auch der Staat nimmt an diesem Wirtschaftsprozess teil, sein Anteil hieran kommt in der Staatsquote zum Ausdruck. Die Wirtschaftsordnung bildet die Rahmenbedingungen, in denen der Wirtschaftsprozess abläuft; er umfasst alle Marktformen und Zahlungsströme innerhalb eines Wirtschaftskreislaufs. Die Theorie des Wirtschaftskreislaufs entstand 1758 mit dem Tableau économique durch François Quesnay und ermöglichte einen ersten Überblick über den Wirtschaftsprozess.

## Determinanten des Wirtschaftsprozesses
Der Wirtschaftsprozess ist umso komplexer, je mehr Arbeitsteilung und Spezialisierung herrscht. Durch Arbeitsteilung wird der gesamte Wirtschaftsprozess in viele spezifische Tätigkeiten wie Produktionseinheiten, Produktionsgattungen, Berufe, Berufsgruppen und soziale Klassen aufgeteilt. Dadurch entstehen Absatzketten, Fertigungstiefen, Handelsstufen, Lieferketten, Produktionsketten und Verarbeitungsstufen. Hier finden Transaktionen statt wie Arbitrage, Beschaffung, Finanzierung, Handel, Investition, Konsum, Lagerhaltung, Produktion, Spekulation, Vertrieb, Weiterverarbeitung sowie Angebot und Nachfrage auf Märkten. Dieser Realwirtschaft mit ihren Güterströmen steht die Finanzwirtschaft mit ihren Geldströmen gegenüber. Die Gesamtheit dieser Vorgänge bildet den Wirtschaftsprozess als das Ergebnis einer Vielzahl von Entscheidungen durch Wirtschaftssubjekte.
Dabei lassen sich zwei Organisationsformen des Wirtschaftsprozesses unterscheiden, Märkte und Bürokratien, außerhalb dieser beiden Formen herrscht Chaos. Bürokratien wirken auf den Wirtschaftsprozess durch Marktregulierung oder Staatsinterventionismus ein. Störungen des Wirtschaftsprozesses können vielfältig sein, so etwa Marktungleichgewichte durch Angebotsüberhang/Nachfrageüberhang, Angebotslücke/Nachfragelücke sowohl auf den Güter- als auch auf den Finanzmärkten. Die Wirtschaftspolitik kann durch Prozesspolitik auf nicht nur vorübergehende Ungleichgewichte reagieren.  

## Internationale Wirtschaftsprozesse
Dieser Wirtschaftsprozess ist nicht auf einen Staat beschränkt, sondern findet grenzüberschreitend als Außenhandel durch Export und Import zwischen Staaten statt, dessen monetäre Pendants der Auslandszahlungsverkehr und die Außenhandelsfinanzierung darstellen. Internationale Wirtschaftsprozesse setzen Freihandel und Kapitalverkehrsfreiheit voraus. Durch globale Wertschöpfungsketten sind dann viele Unternehmen untrennbar in internationale Wirtschaftsprozesse eingegliedert und wandeln sich zu multinationalen Unternehmen.